# Anastácio de Antioquia (mártir)
Anastácio (em latim: Anastasius) foi um convertido martirizado com Antônio, Julião, Celso e Marcionila na Perseguição de Diocleciano. É celebrado como santo em 9 de janeiro. Suas relíquias estão no Mosteiro de Ravenica, na Sérvia.